# Papež Leon XIV.
Papež Leon XIV. (tudi Lev XIV.; rojstno ime Robert Francis Prevost; ˈrɒbərt ˈfrænsɪs 'priːvoʊst), 267. papež Rimskokatoliške cerkve, * 14. september 1955, Chicago, Illinois, Združene države Amerike.
Od 8. maja 2025 je papež Katoliške cerkve in vladar Vatikana. Od leta 2023 je bil prefekt Dikasterija za škofe in predsednik Papeške komisije za Latinsko Ameriko. Pred tem je bil med letoma 2015 in 2023 škof v Chiclayu v Peruju, med letoma 2001 in 2013 pa generalni prior reda svetega Avguština. Leta 2015 je kardinal Prevost postal naturalizirani državljan Peruja, kar je potrdil perujski državni civilni register. 8. maja 2025 je bil izvoljen za papeža in izbral papeško ime Leon XIV. ter postal prvi papež rojen v Združenih državah Amerike in prvi iz Severne Amerike nasploh. Prevost se je rodil v Chicagu, kjer je na začetku svoje kariere delal pri avguštincih. Od leta 1985 do 1986 je služboval v Peruju, od leta 1988 do 1998 pa je bil župnik, škofijski uradnik, semeniški učitelj in upravitelj. Za kardinala je bil imenovan leta 2023.
Leta 2023 je papež Frančišek Prevosta imenoval za prefekta dikasterija za škofe, kar je bila pomembna vloga, ki je povečala njegovo prepoznavnost kot potencialnega papeškega kandidata. Po Frančiškovi smrti so Prevosta imenovali za papabila, enega izmed vodilnih kandidatov za izvolitev za papeža med papeškim konklavom leta 2025. V četrtem krogu glasovanja je bil 8. maja 2025 imenovan za 267. papeža.

## Zgodnje otroštvo
Robert Francis Prevost se je rodil 14. septembra 1955 v Doltonu v Illinoisu, predmestju Chicaga, kot sin Louisa Mariusa Prevosta in Mildred Martínez. Njegov oče, veteran ameriške mornarice iz druge svetovne vojne in šolski administrator, je bil francoskega in italijanskega porekla, mati, knjižničarka, pa španskega porekla. Prevost ima dva brata.
Kot otrok je Prevost služil kot ministrant v cerkvi Svete Marije Vnebovzete v skrajnem južnem delu Chicaga. 
Prevost govori angleško, špansko, italijansko, francosko in portugalsko ter zna brati latinsko in nemško. Napisal je več filozofskih polemik, predvsem o temah filozofije vere ter ontoloških argumentov.

### Mladost in izobraževanje
Obiskoval je srednjo šolo semenišča svetega Avguština v Hollandu v Michiganu in jo končal leta 1973. V zadnjem letniku je dobil pohvalno pismo za dober uspeh in je bil stalno na seznamu odličnjakov. Bil je glavni urednik letopisa in tajnik študentskega sveta ter član Nacionalnega častnega društva. V času urednikovanja letopisa se je le-ta uvrstil na drugo mesto na 39. letni kritiki letopisov, ki jo je sponzorirala Univerza Columbia.
Na Univerzi Villanova, v Villanovi v Pensilvaniji je Prevost med letoma 1973 in 1977 študiral tudi teologijo, vendar je leta 1977 diplomiral iz matematike. Leta 1982 je na Katoliški teološki uniji v Chicagu prejel naziv magister teologije. Leta 1978 Naslednje je na Katoliški teološki uniji v Chicagu prejel naziv magister bogoslovja. Med študijem je občasno nadomeščal učitelja fizike na srednji šoli svete Rite iz Cascie in poučeval matematiko za polovični delovni čas. V času študija je bil tudi učitelj matematike.

## Duhovništvo in služenje v Avguštinskem redu
Po odločitvi za duhovništvo se je leta 1977 pridružil redu svetega Avguština, prve zaobljube je naredil septembra 1978, slovesne pa avgusta 1981.
Prevosta je nadškof Jean Jadot 19. junija 1982 posvetil v avguštinskega duhovnika v Rimu. Leta 1984 je na Papeškem kolegiju svetega Tomaža Akvinskega v Rimu pridobil licentiat iz kanonskega prava, leta 1987 pa doktorat iz kanonskega prava.
Prevost se je leta 1985 pridružil avguštinskemu misijonu v Peruju in bil med letoma 1985 in 1986 kancler teritorialne prelature Chulucanas, leta 1988 se je vrnil v Peru in naslednjih deset let vodil avguštinsko semenišče v Trujillu. Poučeval je tudi kanonsko pravo v škofijskem semenišču in opravljal službo študijskega prefekta. Prevost je bil sodnik regionalnega cerkvenega sodišča in član kolegija konzultorjev v Trujillu. Vodil je tudi kongregacijo na obrobju mesta.
Leta 1998 je bil Prevost izvoljen za provinciala avguštinske province v Chicagu in se je 8. marca 1999 vrnil v Združene države ter položaj prevzel.
Leta 2001 je bil Prevost izvoljen za šestletni mandat generalnega priorja avguštinskega reda. Leta 2007 je bil izvoljen za drugi šestletni mandat. Med letoma 2013 in 2014 je bil Prevost direktor formacije v samostanu svetega Avguština v Chicagu ter prvi svetnik in provincialni vikar province Naše matere dobrega sveta, ki pokriva srednji zahod ZDA.

## Škof Chiclaya
3. novembra 2014 je papež Frančišek Prevosta imenoval za apostolskega administratorja škofije Chiclayo v Peruju in naslovnega škofa v Sufarju. Škofovsko posvečenje je prejel 12. decembra 2014 v Marijini katedrali v Chiclayu. 26. septembra 2015 je bil imenovan za škofa v Chiclayu. Prevost je leta 2015 postal tudi perujski državljan.
13. julija 2019 je bil Prevost imenovan za člana Kongregacije za duhovščino v Rimu. 15. aprila 2020 je bil imenovan za apostolskega administratorja Callaja v Peruju. 21. novembra 2020 ga je Frančišek imenoval za člana Kongregacije za škofe.
V škofovski konferenci Peruja je Prevost deloval v stalnem svetu med leti 2018–2020, leta 2019 je bil izvoljen za predsednika komisije za izobraževanje in kulturo. Bil je tudi član vodstva organizacije Karitas Peru. Prevost je imel 1. marca 2021 zasebno avdienco pri papežu Frančišku, kar je spodbudilo ugibanja o novi službi bodisi v Chicagu bodisi v Rimu.

### Sporna ravnanja
Domnevne žrtve zlorab dveh duhovnikov, ki segajo v leto 2007, so leta 2022 dejale, da Prevost ni začel preiskav. Po navedbah škofije Chiclayo se je Prevost aprila 2022 sestal z mladimi ženskami in jih spodbudil, naj se obrnejo na civilne oblasti, medtem ko je začel začetno kanonično preiskavo.
Leta 2000 je Prevost dovolil očetu Jamesu Rayu, avguštinskemu duhovniku, da pod nadzorom prebiva v samostanu svetega Janeza Stona v Chicagu in se vzdrži javne službe, potem ko je nadškofijski revizijski odbor zavrnil prvo župnijo, predlagano za njegovo bivanje, ker je bila na istem zemljišču kot župnijska šola. Ray je bil zaradi verodostojnih obtožb o spolnih zlorabah mladoletnikov od leta 1991 suspendiran javne službe. Leta 2002 je bil Ray, ko je Konferenca katoliških škofov Združenih držav Amerike sprejela strožja pravila za ravnanje z duhovniki, obtoženimi zlorabe mladoletnikov, preseljen v drugo rezidenco.

## Dikasterij za škofe in povzdig v kardinala (2023–2025)
Prevost je imel 1. marca 2021 zasebno avdienco pri papežu Frančišku, kar je spodbudilo ugibanja o novi službi bodisi v Chicagu bodisi v Rimu.
30. januarja 2023 je papež Frančišek Prevosta imenoval za prefekta Dikasterija za škofe in ga istočasno razrešil (emeritus) službe škofa v Chiclayu.
V službi prefekta Dikasterija za škofe je nasledil kardinala Marca Quelleta, ki je na tem položaju služil od leta 2010.
Kot prefekt je imel ključni položaj v rimski kuriji. Urad prefekta je namreč odgovoren za ocenjevanje in priporočanje kandidatov za škofe po vsem svetu. Ta vloga je povečala Prevostovo prepoznavnost in vpliv v Katoliški cerkvi ter povečala njegov ugled pred morebitnim prihodnjim papeškim konklavom.
Na konzistoriju 30. septembra 2023 ga je papež Frančišek imenoval za kardinala-diakona kapele Santa Monica degli Agostiniani v Rimu.
6. februarja 2025 je papež Frančišek Prevosta povišal v kardinala-škofa in mu naslovno podelil predmestno škofijo Albano v rimski (cerkveni) provinci.

## Pontifikat
Prevost je bil kot prvi papež iz Severne Amerike izvoljen 8. maja 2025 na drugi dan papeškega konklava. Izbral si je papeško ime Leon XIV., s čimer je po več kot sto letih nasledil Leona XIII. Po navedbah Vatikana je prvi papež, ki pripada redu avguštincev.
Po izvolitvi je podprl kardinale takoj po izhodu iz kapele. Približno uro po pojavu belega dima iz dimnika Sikstinske kapele je kardinal Dominique Mamberti, protodiakon kardinalskega kolegija, podal tradicionalno napoved Habemus Papam. Z osrednje lože bazilike svetega Petra je izrekel Prevostovo polno ime in izbrano papeško ime. Papež Leon XIV. se je nato pojavil na balkonu v tradicionalnih papeških oblačilih in pozdravil zbrano množico, imel svoj prvi nagovor Urbi et Orbi v italijanščini in španščini, nato pa podelil svoj prvi blagoslov.